# Karzeł Warkocza Bereniki
Karzeł Warkocza Bereniki – karłowata galaktyka sferoidalna znajdująca się w konstelacji Warkocza Bereniki w odległości około 140 000 lat świetlnych od Ziemi. Galaktyka ta jest członkiem Grupy Lokalnej oraz satelitą Drogi Mlecznej. Karzeł Warkocza Bereniki został odkryty 2006 roku w przeglądzie Sloan Digital Sky Survey.